# Relais 4 × 400 mètres féminin aux championnats du monde d'athlétisme 2011
Navigation
Berlin 2009 Moscou 2013
L'épreuve du relais 4 × 400 mètres féminin des championnats du monde de 2011 s'est déroulée les 2 et 3 septembre 2011 dans le Stade de Daegu en Corée du Sud. Elle est remportée par l'équipe des États-Unis.

## Records et performances

### Records
Les records du 4 × 400 m femmes (mondial, des championnats et par continent) étaient avant les championnats 2011 les suivants.  
| Record du monde           | Union soviétique Tatyana Ledovskaya, Olga Nazarova, Mariya Pinigina, Olga Bryzgina         | 3 min 15 s 17 | Séoul, Corée du Sud  | 1er octobre 1988  |
| Record des championnats   | États-Unis Gwen Torrence, Jearl Miles Clark, Natasha Kaiser-Brown, Maicel Malone-Wallace   | 3 min 16 s 71 | Stuttgart, Allemagne | 22 août 1993      |
| Record d'Afrique          | Nigeria Falilat Ogunkoya, Fatima Yusuf, Olabisi Afolabi, Charity Opara                     | 3 min 21 s 04 | Atlanta, États-Unis  | 3 août 1996       |
| Record d'Asie             | Chine An Xiaohong, Bai Xiaoyun, Cao Chunying, Ma Yuqin                                     | 3 min 24 s 28 | Beijing, Chine       | 13 septembre 1993 |
| Record d'Amérique du Nord | États-Unis Denean Howard-Hill, Diane Dixon, Valerie Brisco-Hooks, Florence Griffith-Joyner | 3 min 15 s 51 | Séoul, Corée du Sud  | 1er octobre 1988  |
| Record d'Amérique du Sud  | Brésil Lucimar Teodoro, Geisa Aparecida Coutinho, Maria Laura Almirão, Josiane Tito        | 3 min 26 s 82 | Helsinki, Finlande   | 13 août 2005      |
| Record d'Europe           | Union soviétique Tatyana Ledovskaya, Olga Nazarova, Mariya Pinigina, Olga Bryzgina         | 3 min 15 s 17 | Séoul, Corée du Sud  | 1er octobre 1988  |
| Record d'Océanie          | Australie Cathy Freeman, Melinda Gainsford-Taylor, Tamsyn Lewis, Nova Peris                | 3 min 23 s 81 | Sydney, Australie    | 30 septembre 2000 |

## Critères de qualification
Pour se qualifier pour les Championnats (minima A), il fallait avoir réalisé moins de 3 min 32 s 00 entre le 1er janvier 2010 et le 15 août 2011. 

## Résultats

### Finale
| Rang               | Pays        | Athlètes                                                                         | Temps         |
| ------------------ | ----------- | -------------------------------------------------------------------------------- | ------------- |
| Médaille d'or      | États-Unis  | Sanya Richards-Ross Allyson Felix Jessica Beard Francena McCorory                | 3 min 18 s 09 |
| Médaille d'argent  | Jamaïque    | Rosemarie Whyte Davita Prendergast Novlene Williams-Mills Shericka Williams      | 3 min 18 s 71 |
| Médaille de bronze | Royaume-Uni | Perri Shakes-Drayton Nicola Sanders Christine Ohuruogu Lee McConnell             | 3 min 23 s 63 |
| 4                  | Biélorussie | Hanna Tashpulatava Yulyana Yushchanka Ilona Usovich Sviatlana Usovich            | 3 min 25 s 64 |
| 5                  | Tchéquie    | Denisa Rosolová Zuzana Bergrová Jitka Bartonicková Zuzana Hejnová                | 3 min 26 s 57 |
| 6                  | Nigeria     | Omolara Omotosho Muizat Ajoke Odumosu Margaret Etim Bukola Abogunloko            | 3 min 29 s 82 |
| —                  | Russie      | Antonina Krivoshapka Natalya Antyukh Lyudmila Litvinova Anastasiya Kapachinskaya | DQ (dopage)   |
| —                  | Ukraine     | Nataliya Pyhyda Anastasiya Rabchenyuk Hanna Yaroshchuk Antonina Yefremova        | DQ (dopage)   |

### Séries
| Rang | Pays        | Athlètes                                                                     | Temps                |
| ---- | ----------- | ---------------------------------------------------------------------------- | -------------------- |
| 1    | États-Unis  | Natasha Hastings Jessica Beard Francena McCorory Keshia Baker                | 3 min 23 s 57 Q      |
| 2    | Ukraine     | Nataliya Pyhyda Olha Zavhorodnya Hanna Yaroshchuk Antonina Yefremova         | 3 min 24 s 13 Q (SB) |
| 3    | Biélorussie | Hanna Tashpulatava Yulyana Yushchanka Ilona Usovich Sviatlana Usovich        | 3 min 24 s 28 q (SB) |
| 4    | Allemagne   | Janin Lindenberg Esther Cremer Lena Schmidt Claudia Hoffmann                 | 3 min 27 s 31 (SB)   |
| 5    | France      | Phara Anacharsis Muriel Hurtis Marie Gayot Floria Guei                       | 3 min 28 s 02 (SB)   |
| 6    | Australie   | Caitlin Sargent Caitlin Willis-Pincott Lauren Boden Anneliese Rubie          | 3 min 32 s 27 (SB)   |
|      | Kazakhstan  | Alexandra Kuzina Viktoriya Yalovtseva Marina Maslenko Tatyana Khadjimuradova | DNF                  |

| Rang | Pays     | Athlètes                                                                 | Temps                |
| ---- | -------- | ------------------------------------------------------------------------ | -------------------- |
| 1    | Russie   | Kseniya Vdovina Ksenia Zadorina Lyudmila Litvinova Antonina Krivoshapka  | 3 min 20 s 94 Q (WL) |
| 2    | Nigeria  | Omolara Omotosho Muizat Ajoke Odumosu Margaret Etim Bukola Abogunloko    | 3 min 25 s 59 Q (SB) |
| 3    | Tchéquie | Denisa Rosolová Zuzana Bergrová Jitka Bartonicková Zuzana Hejnová        | 3 min 26 s 01 q (SB) |
| 4    | Cuba     | Aymeé Martínez Diosmely Peña Susana A. Clement Daisurami Bonne           | 3 min 26 s 74 (SB)   |
| 5    | Canada   | Adrienne Power Esther Akinsulie Jenna Martin Lemlem Bereket              | 3 min 27 s 92 (SB)   |
| 6    | Brésil   | Geisa Aparecida Coutinho Bárbara de Oliveira Joelma Sousa Jailma de Lima | 3 min 32 s 43        |

| Rang | Pays         | Athlètes                                                             | Temps                |
| ---- | ------------ | -------------------------------------------------------------------- | -------------------- |
| 1    | Jamaïque     | Rosemarie Whyte Shereefa Lloyd Patricia Hall Davita Prendergast      | 3 min 22 s 01 Q (SB) |
| 2    | Royaume-Uni  | Christine Ohuruogu Nicola Sanders Lee McConnell Perri Shakes-Drayton | 3 min 23 s 05 Q (SB) |
| 3    | Italie       | Chiara Bazzoni Maria Enrica Spacca Libania Grenot Marta Milani       | 3 min 26 s 48 (SB)   |
| 4    | Irlande      | Marian Andrews-Heffernan Joanne Cuddihy Claire Bergin Michelle Carey | 3 min 27 s 48 (NR)   |
| 5    | Turquie      | Nagihan Karadere Birsen Engin Meliz Redif Pınar Saka                 | 3 min 32 s 15 (SB)   |
| 6    | Chine        | Chen Yanmei Tang Xiaoyin Zheng Zhihui Chen Jingwen                   | 3 min 32 s 39 (SB)   |
| 7    | Corée du Sud | Woo Yu-jin Lee Ha-nee Park Seongmyun Oh Se-ra                        | 3 min 43 s 22 (SB)   |

## Légende
Records et Performances
- AR : Record continental (area record)
- CR : Record des championnats (championship record)
- MR : Record du meeting (meet record)
- NR : Record national (national record)
- OR : Record olympique (olympic record)
- PR : Record paralympique (paralympic record)
- PB : Record personnel (personal best)
- SB : Meilleure performance personnelle de la saison (season's best)
- WL : Meilleure performance mondiale de l'année (world leader)
- WJR : Record du monde junior (world junior record)
- WR : Record du monde (world record)

Circonstances et Conditions
- DNF : N'a pas terminé (did not finish)
- DNS : N'a pas pris le départ (did not start)
- DQ : Disqualification (disqualification)
- NM : Aucun essai valable enregistré (No Mark)
- Q : Qualifié « directement » au prochain tour (ou à la prochaine compétition), lors d'une compétition majeure, grâce au classement ou à la réalisation des minima (automatic qualifier)
- q : Qualifié au prochain tour (ou à la prochaine compétition), lors d'une compétition majeure, grâce au repêchage ou à la réalisation de l'une des meilleures performances parmi celles des « non qualifiés directement » (grâce au meilleur temps ou à la meilleure distance par exemple) (secondary qualifier)